# Акцері Наталія Костянтинівна
Наталія Костянтинівна Акцері (справжнє прізвище Ірецька; псевдонім — прочитане з кінця прізвище; 4 квітня 1874, Баку — 3 липня 1940, Рига) — оперна й камерна співачка (лірико-колоратурне сопрано), педагог. Племінниця Н. Ірецької.

## Біографічна довідка
У Петербурзькій консерватории, котру закінчила 1900 року, навчалася вокалу в своєї тітки, а також у класі фортепіано професора З. А. Малозьомової.
1903 — дебютировала в партії Джульєтти («Ромео і Джульєтта») у московському Большому театрі.
З 1904 — перейшла у петербурзьку «Нову оперу» (театр Петербурзької консерваторії).
Серед партнерів: — О. Каміонський, М. Фігнер, М. Доліна, К. Дорліак, Н. Кедров, М. Чупринніков.
У 1910—1923 викладала в консерваторії Петербурга-Петрограда, з 1917 року займала посаду професора. Учні: К. Аленєва, М. Єлізарова, В. Ємельянова, Н. Зайцева та ін.
Емігрувала з Радянської Росії. Мешкала у Парижі, згодом у Ризі.
Є автором і розробником програми вокального освіти.

## Оперні ролі
Людмила («Руслан і Людмила»), Марфа («Царева наречена»), Снігуронька («Снігуронька»), Розіна («Севильский цирюльник» Дж. Россіні), Джильда («Ріголетто»),
Лакме, Деспина («Так чинять усі жінки»), Церліна («Фра-Дьяволо, або Готель у Террачине»), Філіна, Маргарита Валуа, Мюзетта («Богема»), Манон, Микаэла («Кармен»)
У камерний концертах виступала з творами Й. С. Баха, Ліста, Мошковского, Брамса.
У травні 1928 року газета «Сьогодні ввечорі» опублікувала замітку: "Три роки тому з Парижу до Риги приїхала… проф. Петербурзької консерваторії Наталія Костянтинівна Ірецька-Акцері — одна з найбільш значущих авторитетів Росії в царині вокального мистецтва. Незадовго до від'їзду Наталії Костянтинівни з СРСР їй доручили розробити програми вокальної освіти для російських консерваторій. Задача ця … була виконана з таким успіхом, що рада консерваторії визнала за потрібне подякувати Наталії Костянтинівні спеціальним листом усіх його членів на чолі з О. К. Глазуновим. У листіі цім… програми кваліфікують як виключно вдало складені і називаються «енциклопедією музично-вокальної літератури». «Над складенням цих програм, — розповідає проф. Н. К. Ірецька-Акцері, — я працювала з травня по вересень 1923 року. Закінчивши цю роботу, я поїхала за кордон у 8-місячний відпустку, котру потім продовила. Повернутися… мені дотепер не вдається, бо лікарі знаходять петербурзький клімат для мене шкідливим і не дозволяють мені туди їхати. У Парижі, де я було поселилась, до мене явилася колишня моя учениця пані А. Вальман і запропонувала мені приїхати до Риги в якості викладачки її школи співу. Перспектива живої і активної роботи привабила мене. До того ж види на відкриття й існування руської консерватории в Парижі не здавалися блискучими… Школа пані Вальман мене не задовольнила у сенсі постановки справи. Я пішла з неї. Поступово в мене підібралася низка дуже серйозних і вдумчивих учениць, котрі працювали з таким завзяттям, що я визнала можливим наступний екзамен зробити публічним…» (цит. по: Наталия Константиновна Ирецкая-Акцери. Автор C. Журавлев).
Могила співачки перебуває на Покровському цвинтарі у Ризі (в секторі Ж, № 3).

## Зноски
1. 1 2  Н. Ирецкая-Аскери [Архівовано 17 березня 2020 у Wayback Machine.] Русские Латвии